# 砂漠の戦場エル・アラメン
『砂漠の戦場エル・アラメン』（伊題：La Battaglia di El Alamein 英題:The Battle of El Alamein）は、1969年に公開されたイタリア・フランス合作映画である。

## あらすじ
1942年6月、北アフリカの砂漠地帯エル・アラメインでは、ドイツのエルヴィン・ロンメル将軍率いる枢軸軍とクロード・オーキンレック将軍指揮下のイギリス第8軍は激しい戦闘状態にあった。イタリア軍空挺師団「ファルゴーレ」の第四中隊はエル・アラメインの最前線を死守していたが、ある日、指揮官のジョルジオ中尉はイギリス軍の捕虜になってしまった。
8月に入り、イギリス第8軍の総司令官に新たにバーナード・モントゴメリー将軍が任命されると、彼は枢軸軍の補給切れを突いて一大攻勢を開始する。そして、その最前線にはイタリア軍もいた。イギリス軍の物量攻勢は凄まじく、ファルゴーレ師団はアリエテ戦車師団の支援も受けるが援軍は壊滅し、まともな対戦車兵器も少なく、弾薬切れに陥った残存イタリア兵は、ついに迫る英軍戦車の大部隊へ対戦車地雷、爆薬、そして火炎瓶による肉薄攻撃を敢行する！

## キャスト
- ジョルジオ・ボッリ中尉：フレデリック・スタフォード
- クラウディオ・ボッリ曹長：エンリコ・マリア・サレルノ
- グレアム中尉：ジョージ・ヒルトン
- エルヴィン・ロンメル将軍：ロベール・オッセン
- バーナード・モントゴメリー将軍：マイケル・レニー
- エットレ・マンニ

## スタッフ
- 監督：ジョルジオ・フェローニ
- 製作総指揮：セルジオ・マルティーノ
- 製作：ルチアーノ・マルティーノ、ミーノ・ロイ
- 音楽：カルロ・ルスティケッリ
- 原案：エルネスト・ガスタルディ
- 脚本：エルネスト・ガスタルディ、レミジオ・デル・グロッソ
- 撮影：セルジオ・ドッフィーツィ
- 美術：エミリオ・ダンドリア
- 衣裳：エリオ・ミケーリ
- メイクアップ：ジュゼッペ・フェランティ
- 編集：エウジェニオ・アラビーゾ